# Glaucodon ballaratensis
Glaucodon ballaratensis Stirton, 1957 è una specie estinta di mammifero marsupiale della famiglia dei Dasiuridi. Si tratta dell'unica specie ascritta al genere Glaucodon Stirton, 1957.
È stato ritrovato un unico resto fossile ascrivibile a questa specie: si tratta di un osso mandibolare con alcuni denti risalente al Pliocene e rinvenuto nei pressi della cittadina australiana di Ballarat (da cui il nome scientifico della specie), nello stato di Victoria.
In base alla conformazione della mandibola e dei denti, generalmente questo animale è ritenuto l'ultimo antenato comune al diavolo orsino e ai gatti indigeni del genere Dasyurus. 